# キース・オルバーマン
キース・セオドア・オルバーマン（Keith Theodore Olbermann, 1959年1月27日 -）は、アメリカ合衆国のニュースキャスター、スポーツキャスター、作家、政治評論家。ESPNの『スポーツセンター』でのダン・パトリックとの共同ホスト及び、MSNBCにおける1時間番組『カウントダウン・ウィズ・キース・オルバーマン』のキャスターとして知られ、現在はESPN2の『オルバーマン』のホストを務める。

## 経歴
1959年、ニューヨークシティ生まれ。1975年、16歳でコーネル大学に入学。大学在学中は学生ラジオ局WVBRのスポーツディレクターを勤めた。1979年コミュニケーションアート専攻で大学を卒業。キャスターとしてのキャリアを開始したあと、初めの25年間は、スポーツ・ジャーナリズムの世界にいた。1980年代はCNNにおいてスポーツコメンテーターとして活動し、カリフォルニア共同プレスによる「最も優れたスポーツキャスター賞」を3度受賞している。その後、1992年から1997年まで、ESPNの『スポーツセンター』のキャスターを担当。その後一度MSNBCに移籍するが、1998年から2001年までFOXスポーツネットのスポーツキャスター兼プロデューサーとなり、FOXの野球中継を担当。FOXを退いた後、MSNBCに戻り、2003年『カウントダウン (Countdown with Keith Olbermann)』を開始する。この番組において、オルバーマンは、ニュース・コメンテーターとして独特な立ち位置を確立し、政治家に対する鋭い批判が人気を集めた。特にジョージ・W・ブッシュ前大統領への批判などが有名である。2007年から2010年までNBCのNFL情報番組「フットボールナイト・イン・アメリカ」に出演した。
2008年に『カウントダウン』の契約を4年間延長したが、2011年1月21日放送回に突然、番組終了を発表。"Good night and good luck"というセリフと原稿をカメラに向かって投げるおなじみの演出で番組を締めくくった。降板は数週間に渡る協議の末の決定だったが、看板アンカーが契約途中で辞めるとあり、直前に決定したコムキャストのNBC買収の影響ではないかと憶測を呼ぶも、MSNBCのスポークスマンはその可能性を否定した。
2011年2月8日、アル・ゴア元アメリカ合衆国副大統領が立ち上げたケーブル・テレビ局Current TVへ移籍し、ニュース番組のアンカーを務めるだけでなく、Chief News Officerとして番組編成などのマネージメントにも関わることになると発表。新番組は5月より『カウントダウン』と同じ平日午後8時（東部標準時）に放送されていたが、2012年3月に突然解雇された。
2013年8月より、自らの名前を冠したESPN2の番組『オルバーマン』の司会を務める。

## 政治的スタンス
『カウントダウン』は通常のニュース番組としてはじまったが、徐々に、論説よりの番組となった。"Worst Person in the World"（直訳すると「（きょうの）世界で最悪の人」）が有名。共和党の政治家や、右翼寄りの人物、ジョージ・W・ブッシュ政権のメンバー、ジョン・マケイン元大統領候補、サラ・ペイリン元アラスカ州知事などが批判の対象となっていた。またラッシュ・リンボーやライバルニュースキャスターであるビル・オライリーもたびたび批判しており、オルバーマンはしばしば「世界で最悪」だと評する。
2007年1月、ワシントン・ポスト紙のハワード・カーツは、オルバーマンの番組をビル・オライリーの番組『ザ・オライリー・ファクター』に対抗するリベラルなものと位置づけていると書いた。また、保守派のメディア監視団体メディアリサーチセンターは2005年6月30日から1年間オルバーマンの番組のなかで「世界で最悪」とされた人々を分析した結果、600人の「世界で最悪」リストのうち29%（174人）が彼らの定義によるところの保守派であり、6%(23人)がリベラル派であったと報じた。
またオルバーマンはリベラル系政治ブログ『デイリー・コス』にも寄稿している。
これらのことから、一般的にオルバーマンはリベラルであるとされることが多いが、本人はこのような分類を避けており、彼自身は自らを「私はリベラルではない。私はアメリカ人である」と評している。

## 著書
- The Major League Coaches: 1921–1973 Card Memorabilia Associates、1973年
- The Big Show: Inside ESPN's Sportscenter Atria、1997年、Dan Patrick共著、 ISBN 0-671-00918-4.
- The Worst Person In the World and 202 Strong Contenders Wiley、2006年9月、 ISBN 0-470-04495-0.
- Truth and Consequences: Special Comments on the Bush Administration's War on American Values
Random House、2007年12月、 ISBN 978-1-4000-6676-6.
- Pitchforks and Torches: The Worst of the Worst, from Beck, Bill, and Bush to Palin and Other Posturing Republicans 
Wiley、2010年10月25日、 ISBN 0-470-61447-1.